# (239071) Penghu
(239071) Penghu est un astéroïde de la ceinture principale.

## Description
(239071) Penghu est un astéroïde de la ceinture principale. Il fut découvert le 1er avril 2006 à l'Observatoire de Lulin par Hong Qin Lin et Ye Quan-Zhi. Il présente une orbite caractérisée par un demi-grand axe de 2,42 UA, une excentricité de 0,08 et une inclinaison de 5,1° par rapport à l'écliptique.

## Compléments